# Piotr Ludwik Orleański-Bragança
Książę Pedro Luís Maria José Miguel Gabriel Rafael Gonzaga de Orléans-Bragança e Ligne (ur. 12 stycznia 1983 w Rio de Janeiro, zm. 1 czerwca 2009) – członek brazylijskiej rodziny cesarskiej Orléans-Bragança, bratanek księcia Ludwika, pretendenta do tronu Brazylii z linii Vassouras.

## Życiorys
Urodził się w Rio de Janeiro jako starszy syn Antoniego Orleańskiego-Bragança i Christiny de Ligne. Jego dziadkami byli: książę Piotr Henryk Orleański-Bragança i księżniczka Maria Bawarska oraz Antoni, książę de Ligne i księżniczka Alix Luksemburska. Jego matka wywodzi z rodu de Ligne, jednego z najstarszych rodów szlacheckich w belgijskiej Walonii, i jest siostrzenicą Jana, wielkiego księcia Luksemburga, który abdykował w 2000.
Piotr Ludwik z wykształcenia finansista, miał podwójne obywatelstwo – brazylijskie i belgijskie. Płynnie posługiwał się językiem portugalskim, angielskim i francuskim. W dzieciństwie razem z rodziną przeniósł się do Petrópolis. Uczęszczał do Insituto Social São José, a następnie do Colégio Ipiranga. Ukończył administrację na prywatnym uniwersytecie IBMEC w Rio de Janeiro oraz ekonomiczne studia podyplomowe w Fundação Getúlio Vargas. Do końca 2007 pracował w Mariani Bank w Rio, potem przeniósł się do Luksemburga, gdzie zatrudnił się jako bankowiec BNP Paribas. Zawodowo uprawiał też kolarstwo ekstremalne. Rozważał rozpoczęcie kariery politycznej i start w wyborach parlamentarnych.
1 czerwca 2009, po wizycie u rodziny, Piotr Ludwik wracał z Rio de Janeiro przez Paryż do Luksemburga. Samolot którym leciał, Airbus A330-200, zaginął nad Oceanem Atlantyckim (Katastrofa lotu Air France 447). Razem z księciem planowała wracać jego siostra cioteczna (podwójna; ze strony ojca i matki) – księżniczka Alix de Ligne, ale ostatecznie poleciała wcześniejszym lotem. Ciało Piotra Ludwika zostało wyłowione z oceanu i pochowano je w rodzinnym mauzoleum w Vassouras, 5 lipca 2009.

## Odznaczenia
- Order Piotra I
- Order Róży